# Principi de mínima acció

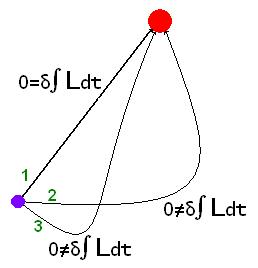
A la imatge apareixen una càrrega positiva fixa (en vermell) i un electró lliure (en blau). De totes les trajectòries possibles, quin escollirà l'electró? El principi d'acció mínima determina que la trajectòria 1 serà la triada.

El  principi de mínima acció  o  principi de Hamilton  és un pressupost bàsic de la mecànica clàssica i la mecànica relativista per a descriure l'evolució al llarg del temps de l'estat de moviment d'una partícula com d'un camp físic. També en mecànica quàntica Feynman i Kac van produir formulacions inspirades en el principi.

## Història
La primera formulació del principi es deu a Pierre-Louis Moreau de Maupertuis (1744), que va dir que la "naturalesa economitza en totes les seves accions" (D'Alembert havia formulat un any abans el principi de d'Alembert que generalitzava les lleis de Newton). Entre els que van desenvolupar la idea s'inclouen Euler i Leibniz. Cal dir que, des del punt de vista del càlcul de variacions, parlar de principi d'acció estacionària és més exacte.
Anteriorment, Pierre de Fermat havia introduït la idea que els raigs de la llum, en situacions òptiques com ara la refracció i la reflexió, seguien un principi de  menor temps  (veure principi de Fermat).
El principi de menor acció va conduir al desenvolupament de les formulacions lagrangiana i hamiltoniana de la mecànica clàssica. Encara que siguin al principi més difícils de captar, tenen l'avantatge que la seva cosmovisió és més transferible als marcs de la Teoria de la Relativitat i la mecànica quàntica que la de les lleis de Newton. Això ha fet pensar a alguna gent que aquest principi és un principi "profund" de la física.

## Formulació

### La integral d'acció per a partícules
La formulació del principi per a un sistema lagrangià és fixat a un sistema de coordenades generalitzades sobre l'espai de configuració (o una part, anomenada Carta local), de totes les trajectòries possibles que transcorren entre l'instant  t   1  i  t   2 , el sistema escollirà la que minimitzi l'acció  S . La magnitud acció ve donada per a cada trajectòria per la integral: 

{\displaystyle S\left[q_{i},{\dot {q}}_{i}\right]=\int _{t_{1}}^{t_{2}}L(q_{i}(t),{\dot {q}}_{i}(t),t)dt}

On:
{\displaystyle Q_{i}(t)\,} són les coordenades paramètriques d'una trajectòria possible.
{\displaystyle L(q_{i},{\dot {q}}_{i},t)\,} és la funció lagrangiana del sistema.

### Equacions d'Euler-Lagrange per a partícules
Es pot provar mitjançant principis variacionals, que de totes les trajectòries possibles, la que fa mínima (o, més aviat, estacionària) l'anterior expressió és la que correspon per a tot  i  la següent equació: 

{\displaystyle 0=\delta \int _{t_{1}}^{t_{2}}L(q_{i}(t),{\dot {q}}_{i}(t),t)dt}

És a dir, la variació de la integral temporal de la funció lagrangiana és igual a zero. D'aquesta equació es dedueixen així mateix les equacions d'Euler-Lagrange:

{\displaystyle {\frac {d}{dt}}\left({\frac {\partial L}{\partial {\dot {q}}_{i}}}\right)-{\frac {\partial L}{\partial q_{i}}}=0}

### La integral d'acció per a camps
La formulació anterior és adequada per a partícules puntuals, o fins i tot sistemes mecànics amb un nombre finit de graus de llibertat encara que no siguin puntuals com un sòlid rígid. No obstant això per camps físics que tenen una variació espacial o per a la mecànica de medis continus la formulació anterior no és adequada i ha de generalitzar.
La generalització més òbvia és definir l'acció com la integral d'una funció escalar, anomenada  densitat lagrangiana  integrada sobre el volum on hi ha el camp o medi continu: 

{\displaystyle S[\phi ,\partial _{t}\phi ,\partial _{\mathbf {x} }\phi ]=\int _{t_{1}}^{t_{2}}dt\int _{V}{\mathcal {L}}(\phi (\mathbf {x} ,t),\partial _{t}\phi (\mathbf {x} ,t),\partial _{\mathbf {x} }\phi (\mathbf {x} ,t),\mathbf {x} ,t)\ d^{3}\mathbf {x} }

En teoria clàssica de camps és freqüent escriure l'equació anterior de forma totalment covariant:

{\displaystyle {\mathcal {S}}[\phi _{r}^{\alpha }]=\int _{R}{{\mathcal {L}}(\mathbf {x} ,\phi _{r}^{\alpha },\partial _{\mu }\phi _{r}^{\alpha })\ \mathrm {d} ^{4}x}.}

I en aquest cas les equacions d'Euler-Lagrange resulten ser: 

{\displaystyle {\frac {\delta {\mathcal {S}}}{\delta \phi _{r}^{\alpha }}}={\frac {\partial {\mathcal {L}}}{\partial \phi _{r}^{\alpha }}}-\partial _{\mu }\left({\frac {\partial {\mathcal {L}}}{\partial (\partial _{\mu }\phi _{r}^{\alpha })}}\right)=0.}

## Principi de mínima acció i lleis de Newton
A partir de les lleis de Newton es pot provar el principi de mínima acció per a partícules de la mecànica Newtoniana. Aquesta derivació es pot fer a partir del principi de D'Alambert que és essencialment equivalent a les lleis de Newton. No obstant això, el principi de mínima acció és més general, ja que, a diferència de les equacions de Newton, és aplicable també a sistemes de referència no inercials.
D'altra banda admetent el principi de mínima acció d'una sola partícula i certs principis de simetria poden derivar les equacions de Newton. A continuació es presenten diverses deduccions i exemples il·lustratius que mostren l'equivalència parcial de la mecànica newtoniana i el principi de mínima acció.

### Principi de d'Alembert i segona llei de Newton
En aquesta secció provarem com a partir de la segona llei de Newton o equivalentment el principi de D'Alembert es pot derivar que per a una partícula que obeeix aquest principi es compleix també el principi de mínima acció. Partint de la segona llei s'ha de: 

{\displaystyle F\,=ma\qquad \rightarrow \qquad F-ma\,=0}

Aquesta forma és totalment equivalent al principi de D'Alembert que estableix que sota qualsevol desplaçament virtual compatible amb les equacions de moviment: 

{\displaystyle (F-ma)\cdot \delta {\mathbf {r} }_{i}=0\qquad \rightarrow \qquad \int _{t_{1}}^{t_{2}}(F\cdot \delta {\mathbf {r} }_{i})dt-\int _{t_{1}}^{t_{2}}ma\cdot \delta {\mathbf {r} }_{i}dt\,=0}

Com és ben sabut per una força conservativa que deriva d'un potencial s'ha de {\displaystyle \delta {\mathbf {U} }_{i}\,=-(F\cdot \delta {\mathbf {r} }_{i})}, és a dir, l'energia potencial {\displaystyle O\,} és igual al negatiu del producte escalar de la força pel desplaçament del cos. Reescrivint l'última equació introduint la definició de l'acceleració: 

{\displaystyle -\int _{t_{1}}^{t_{2}}\delta {\mathbf {U} }_{i}dt-\int _{t_{1}}^{t_{2}}m{\frac {d}{dt}}({v_{i}})\cdot \delta {\mathbf {r} }_{i}dt\,=0}

Procedim a integrar per parts el segon terme del costat esquerre de l'equació: 1) aplicant la derivada temporal a la variació de la distància {\displaystyle ({\frac {d}{dt}}\delta {\mathbf {r} }_{i})}, en lloc de fer-ho a la velocitat {\displaystyle ({\frac {d}{dt}}(v))}, i 2) introduint un terme límit, que fa referència a la diferència del valor de la funció {\displaystyle \left[mv\cdot \delta {\mathbf {r} }_{i}\right]_{t_{1}}^{t_{2}}} entre els punts {\displaystyle t_{2}} i {\displaystyle t_{1}}: 

{\displaystyle -\int _{t_{1}}^{t_{2}}\delta {\mathbf {U} }_{i}dt+\int _{t_{1}}^{t_{2}}m{v_{i}}\cdot {\frac {d}{dt}}\delta {\mathbf {r} }_{i}dt\,-\left[m{v_{i}}\cdot \delta {\mathbf {r} }_{i}\right]_{t_{1}}^{t_{2}}=0}

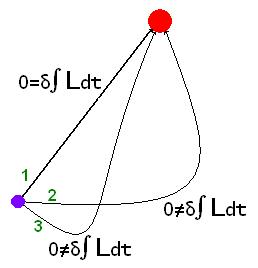
Totes les trajectòries, qualssevol que siguin, tenen els mateixos punts de partida i d'arribada. Per aquest motiu, en ells la variació es fa zero. D'aquí es dedueix que

 Els punts de partida i d'arribada de totes les trajectòries són els mateixos, i per això en aquests llocs la variació és zero {\displaystyle (\delta {\mathbf {r} }_{i}\,=0)}. Això implica que la condició límit {\displaystyle \left[m{v_{i}}\cdot \delta {\mathbf {r} }_{i}\right]_{t_{1}}^{t_{2}}} sigui així mateix igual a zero en aquests llocs. Per això, desapareix de l'equació: 

{\displaystyle -\int _{t_{1}}^{t_{2}}\delta {\mathbf {U} }_{i}dt+\int _{t_{1}}^{t_{2}}mv\cdot \delta {\mathbf {v} }_{i}dt\,=0}

Procedim a la integració de {\displaystyle v_{i}\,} en el segon terme: 

{\displaystyle -\int _{t_{1}}^{t_{2}}\delta {\mathbf {U} }_{i}dt+\int _{t_{1}}^{t_{2}}{\frac {m}{2}}\delta {\mathbf {v} }_{i}^{2}dt\,=0}

Les regles del càlcul ens permeten traslladar els símbols de la variació fora de les dues integrals: 

{\displaystyle -\Delta \int _{t_{1}}^{t_{2}}{\mathbf {U} }_{i}dt+\delta \int _{t_{1}}^{t_{2}}{\frac {m{\mathbf {v} }_{i}^{2}}{2}}dt\,=0}

En aquesta equació són presents les expressions de l'energia potencial {\displaystyle (O\,)} i l'energia cinètica {\displaystyle (T\,={\frac {m{\mathbf {v} }_{i}^{2}}{2}})}. Per tant, pot reformular de la següent manera: 

{\displaystyle \Delta \int _{t_{1}}^{t_{2}}(T-V)dt\,=0}

On la diferència {\displaystyle T-V\,} s'anomena  funció lagrangiana  i es representa amb la lletra {\displaystyle L\,}: 

{\displaystyle \Delta \int _{t_{1}}^{t_{2}}Ldt\,=0}

### Primera llei de Newton i partícula lliure
La primera llei de Newton pot deduir a partir del principi de mínima acció de les propietats d'homogeneïtat i isotropia de l'espai euclidià tridimensional. Per a una partícula lliure la funció lagrangiana causa de les propietats d'homogeneïtat de l'espai no depèn explícitament de les coordenades de posició. Igualment a causa de la isotropia, la dependència en la velocitat de la partícula només pot dependre del mòdul al quadrat de la velocitat. Això ens porta al fet que el lagrangià ha de ser de la forma: 

{\displaystyle L(x,y,z,v_{x},v_{i},v_{z})={\tilde {L}}(v_{x}^{2}+v_{i}^{2}+v_{z}^{2})}

Si prenem un sistema de referència inercial K 'que es mou respecte al sistema anterior a una velocitat molt petita  V , tenim que la velocitat i el lagrangià es transformen d'acord amb les següents lleis: 

{\displaystyle \mathbf {v} '=\mathbf {v} +\mathbf {V} }
{\displaystyle L'(x',i',z';v'_{x},v'_{y},v'_{z})={\tilde {L}}(\|v\|^{2}+2\mathbf {v\cdot V} +\|V\|^{2})}

Per tant, haurem de per a velocitats  V  petites les formes funcionals dels dos lagrangians estan relacionades per: 

{\displaystyle {\tilde {L}}(\|v'\|^{2})\approx {\tilde {L}}(\|v\|^{2})+2{\frac {\partial {\tilde {L}}}{\partial v^{2}}}\mathbf {v\cdot V} }

Com les trajectòries només poden ser iguals si les dues funcions anteriors només difereixen en una derivada total del temps, cal que existeixi una funció de les coordenades i del temps, tal que la seva derivada coincideixi amb aquest sumant. Això només pot passar si el segon terme és una funció lineal de la velocitat cosa que només passa si la derivada del segon terme s'anul. Això últim al seu torn requereix que: 

{\displaystyle {\tilde {L}}(\|v\|^{2})=a\|v\|^{2}=a(v_{x}^{2}+v_{i}^{2}+v_{z}^{2})}

Si introduïm aquesta forma del lagrangià en les equacions d'Euler-Lagrange tenim la primera llei de Newton: 

{\displaystyle 0={\frac {d}{dt}}\left({\frac {\partial L}{\partial v_{i}}}\right)-{\frac {\partial L}{\partial x_{i}}}=a{\frac {d}{dt}}\left(v_{i}\right)}

Aquesta última equació diu que una partícula lliure manté la seva velocitat constant.

## Principi de mínima acció i mecànica quàntica
"El moviment del sistema entre els temps {\displaystyle t_{1}} i {\displaystyle t_{2}} és tal que el valor de la integral curvilínia.
{\displaystyle I=\int _{t_{2}}^{t_{1}}{Ldt}}
on L = TEU és la lagrangiana, té un valor estacionari per al moviment correcte ".
A la integral J se l'anomena integral d'acció.
Per valor estacionari entenem que és aquell per al qual δJ = 0, és a dir, que el valor de la integral curvilínia quan recorre el camí correcte no varia respecte dels camins veïns infinitesimalment propers (almenys, quan aquests infinitèsims són de primer ordre).